# Agama robecchii
Agama robecchii är en ödleart som beskrevs av  George Albert Boulenger 1892. Agama robecchii ingår i släktet Agama och familjen agamer. Inga underarter finns listade i Catalogue of Life.